# Championnats du monde juniors de patinage artistique 2012
Navigation
Édition précédente Édition suivante
Les Championnats du monde juniors de patinage artistique 2012 ont lieu du 27 février au 4 mars 2012 à l'Arena de Minsk en Biélorussie.

## Qualifications
Les patineurs sont éligibles à l'épreuve s'ils représentent une nation membre de l'Union internationale de patinage (International Skating Union en anglais) et s'ils ont atteint l'âge de 13 ans et pas encore 19 ans avant le 1er juillet 2011, sauf pour les messieurs qui participent au patinage en couple et à la danse sur glace où l'âge maximum est de 21 ans. Les fédérations nationales sélectionnent leurs patineurs en fonction de leurs propres critères, mais l'Union internationale de patinage exige un score minimum d'éléments techniques (Technical Elements Score en anglais) lors d'une compétition internationale avant les championnats du monde juniors.
Sur la base des résultats des championnats du monde juniors 2011, l'Union internationale de patinage autorise chaque pays à avoir de une à trois inscriptions par discipline.
| Nombre d'inscriptions                                             | Messieurs           | Dames                   | Couples                        | Danse sur glace                         |
| ----------------------------------------------------------------- | ------------------- | ----------------------- | ------------------------------ | --------------------------------------- |
| 3                                                                 | Japon États-Unis    | Japon Russie États-Unis | Canada Chine Russie États-Unis | Russie États-Unis                       |
| 2                                                                 | Canada Chine Russie | Belgique Chine          | Tchéquie Italie Japon          | Canada Estonie France Slovaquie Espagne |
| Si non répertorié ci-dessus, une seule inscription est autorisée. |                     |                         |                                |                                         |

Certains patineurs ou couples ont dû concourir à des qualifications, tandis que d'autres ont reçu leur inscription directement pour le programme court. Si un pays a une inscription non directe, c'est le patineur ou le couple le moins bien classé au niveau mondial qui participe aux qualifications. Celles ci permettent uniquement de se qualifier pour les programmes courts ; les points obtenus lors des qualifications ne comptent pas pour le résultat final.

## Podiums
| Épreuves                            | Or                                     | Argent                            | Bronze                              |
| ----------------------------------- | -------------------------------------- | --------------------------------- | ----------------------------------- |
| Messieurs résultats détaillés       | Yan Han                                | Joshua Farris                     | Jason Brown                         |
| Dames résultats détaillés           | Ioulia Lipnitskaïa                     | Gracie Gold                       | Adelina Sotnikova                   |
| Couples résultats détaillés         | Sui Wenjing / Han Cong                 | Yu Xiaoyu / Jin Yang              | Vasilisa Davankova / Andrei Deputat |
| Danse sur glace résultats détaillés | Victoria Sinitsina / Ruslan Zhiganshin | Aleksandra Stepanova / Ivan Bukin | Alexandra Aldridge / Daniel Eaton   |

## Tableau des médailles
| Rang  | Nation     | Or | Argent | Bronze | Total |
| ----- | ---------- | -- | ------ | ------ | ----- |
| 1     | Russie     | 2  | 1      | 2      | 5     |
| 2     | Chine      | 2  | 1      | 0      | 3     |
| 3     | États-Unis | 0  | 2      | 2      | 4     |
| Total | Total      | 4  | 4      | 4      | 12    |

## Détails des compétitions

### Messieurs
| Rang                                        | Nom                        | Nation         | Qualifications | Qualifications | Points | Programme court | Programme court | Programme libre | Programme libre |
| ------------------------------------------- | -------------------------- | -------------- | -------------- | -------------- | ------ | --------------- | --------------- | --------------- | --------------- |
| 1                                           | Yan Han                    | Chine          |                |                | 222.45 | 2               | 74.88           | 1               | 147.57          |
| 2                                           | Joshua Farris              | États-Unis     |                |                | 221.97 | 1               | 75.43           | 2               | 146.54          |
| 3                                           | Jason Brown                | États-Unis     |                |                | 214.90 | 4               | 70.20           | 3               | 144.70          |
| 4                                           | Denis Ten                  | Kazakhstan     |                |                | 208.20 | 3               | 73.78           | 4               | 134.42          |
| 5                                           | Zhan Bush                  | Russie         |                |                | 196.06 | 5               | 65.21           | 6               | 130.85          |
| 6                                           | Zhang He                   | Chine          |                |                | 193.97 | 6               | 64.63           | 7               | 129.34          |
| 7                                           | Keiji Tanaka               | Japon          |                |                | 189.86 | 11              | 57.70           | 5               | 132.16          |
| 8                                           | Liam Firus                 | Canada         |                |                | 189.06 | 7               | 62.10           | 8               | 126.96          |
| 9                                           | Ryuju Hino                 | Japon          |                |                | 181.34 | 14              | 56.59           | 9               | 124.75          |
| 10                                          | Shoma Uno                  | Japon          |                |                | 175.92 | 10              | 57.71           | 10              | 118.21          |
| 11                                          | Martin Rappe               | Allemagne      | 5              | 106.93         | 171.38 | 12              | 57.13           | 12              | 114.25          |
| 12                                          | Timothy Dolensky           | États-Unis     |                |                | 169.94 | 9               | 57.73           | 13              | 112.21          |
| 13                                          | Nam Nguyen                 | Canada         | 1              | 116.33         | 168.20 | 18              | 51.13           | 11              | 117.07          |
| 14                                          | Artur Dmitriev Jr          | Russie         |                |                | 166.96 | 8               | 59.36           | 15              | 107.60          |
| 15                                          | Michael Christian Martinez | Philippines    | 3              | 109.42         | 165.10 | 16              | 55.32           | 14              | 109.78          |
| 16                                          | Luiz Manella               | Brésil         | 4              | 107.41         | 162.53 | 17              | 55.07           | 16              | 107.46          |
| 17                                          | Petr Coufal                | Tchéquie       |                |                | 161.10 | 13              | 56.74           | 17              | 104.36          |
| 18                                          | Lee June-hyoung            | Corée du Sud   | 2              | 110.48         | 158.93 | 15              | 55.74           | 18              | 103.19          |
| 19                                          | Harry Mattick              | Royaume-Uni    | 6              | 105.17         | 146.78 | 23              | 48.24           | 19              | 98.54           |
| 20                                          | Maurizio Zandron           | Italie         | 7              | 101.47         | 143.95 | 19              | 50.79           | 21              | 93.16           |
| 21                                          | Matthias Versluis          | Finlande       | 8              | 97.05          | 143.20 | 20              | 49.96           | 20              | 93.74           |
| 22                                          | Brendan Kerry              | Australie      | 10             | 89.76          | 131.40 | 22              | 48.83           | 22              | 82.57           |
| 23                                          | Chih-I Tsao                | Taipei chinois | 12             | 85.15          | 129.24 | 21              | 49.18           | 23              | 80.06           |
| 24                                          | Marcus Björk               | Suède          |                |                | 123.33 | 24              | 46.83           | 24              | 76.50           |
| Patineurs éliminés après le programme court |                            |                |                |                |        |                 |                 |                 |                 |
| 25                                          | Yakov Godorozha            | Ukraine        |                |                |        | 25              | 44.17           | NC              | NC              |
| 26                                          | Slavik Hayrapetyan         | Arménie        | 11             | 88.31          |        | 26              | 43.93           | NC              | NC              |
| 27                                          | Carlo Röthlisberger        | Suisse         | 14             | 79.93          |        | 27              | 42.24           | NC              | NC              |
| 28                                          | Kamil Dymowski             | Pologne        | 13             | 84.89          |        | 28              | 39.43           | NC              | NC              |
| 29                                          | Daniel Albert Naurits      | Estonie        |                |                |        | 29              | 37.03           | NC              | NC              |
| 30                                          | Pavel Ignatenko            | Biélorussie    | 9              | 92.05          |        | 30              | 36.97           | NC              | NC              |
| Patineurs éliminés après les qualifications |                            |                |                |                |        |                 |                 |                 |                 |
| 31                                          | Víctor Bustamante          | Espagne        | 15             | 78.33          |        | NC              | NC              | NC              | NC              |
| 32                                          | Osman Akgün                | Turquie        | 16             | 77.76          |        | NC              | NC              | NC              | NC              |
| 33                                          | Florian Gostelie           | Pays-Bas       | 17             | 69.25          |        | NC              | NC              | NC              | NC              |
| 34                                          | Suchet Kongchim            | Thaïlande      | 18             | 67.31          |        | NC              | NC              | NC              | NC              |
| 35                                          | Arturas Ganzela            | Lituanie       | 19             | 61.54          |        | NC              | NC              | NC              | NC              |
| 36                                          | Julian Yee                 | Malaisie       | 20             | 61.26          |        | NC              | NC              | NC              | NC              |
| 37                                          | Armen Agaian               | Géorgie        | 21             | 59.73          |        | NC              | NC              | NC              | NC              |
| 38                                          | Zsolt Kosz                 | Roumanie       | 22             | 57.06          |        | NC              | NC              | NC              | NC              |
| 39                                          | Wayne Wing Yin Chung       | Hong Kong      | 23             | 54.38          |        | NC              | NC              | NC              | NC              |
| 40                                          | Bernhard Pauli             | Autriche       | 24             | 54.15          |        | NC              | NC              | NC              | NC              |
| Forfait                                     | Kristóf Forgó              | Hongrie        | NC             | NC             |        | NC              | NC              | NC              | NC              |

### Dames
| Rang                                          | Nom                     | Nation           | Qualifications | Qualifications | Points | Programme court | Programme court | Programme libre | Programme libre |
| --------------------------------------------- | ----------------------- | ---------------- | -------------- | -------------- | ------ | --------------- | --------------- | --------------- | --------------- |
| 1                                             | Ioulia Lipnitskaïa      | Russie           |                |                | 187.05 | 1               | 63.09           | 1               | 123.96          |
| 2                                             | Gracie Gold             | États-Unis       |                |                | 171.85 | 2               | 58.00           | 2               | 113.85          |
| 3                                             | Adelina Sotnikova       | Russie           |                |                | 168.45 | 3               | 56.57           | 3               | 111.88          |
| 4                                             | Satoko Miyahara         | Japon            |                |                | 157.78 | 4               | 52.97           | 6               | 104.81          |
| 5                                             | Li Zijun                | Chine            |                |                | 157.31 | 6               | 51.74           | 5               | 105.57          |
| 6                                             | Polina Shelepen         | Russie           |                |                | 156.02 | 12              | 47.99           | 4               | 108.03          |
| 7                                             | Christina Gao           | États-Unis       |                |                | 151.09 | 5               | 52.66           | 7               | 98.43           |
| 8                                             | Kim Hae-jin             | Corée du Sud     | 3              | 93.97          | 149.71 | 7               | 51.56           | 8               | 98.15           |
| 9                                             | Joshi Helgesson         | Suède            | 6              | 80.36          | 147.88 | 8               | 50.74           | 9               | 97.14           |
| 10                                            | Kaetlyn Osmond          | Canada           | 1              | 97.36          | 146.25 | 9               | 50.15           | 10              | 96.10           |
| 11                                            | Zhao Ziquan             | Chine            | 2              | 94.53          | 143.19 | 10              | 49.22           | 11              | 94.70           |
| 12                                            | Miu Sato                | Japon            |                |                | 141.20 | 13              | 46.50           | 12              | 94.70           |
| 13                                            | Vanessa Lam             | États-Unis       |                |                | 138.94 | 11              | 48.82           | 13              | 90.12           |
| 14                                            | Gerli Liinamäe          | Estonie          |                |                | 125.20 | 17              | 44.54           | 14              | 80.66           |
| 15                                            | Monika Simančíková      | Slovaquie        |                |                | 124.36 | 16              | 45.10           | 15              | 79.26           |
| 16                                            | Isadora Williams        | Brésil           | 12             | 71.30          | 123.93 | 14              | 46.22           | 18              | 77.71           |
| 17                                            | Patricia Gleščič        | Slovénie         | 7              | 79.69          | 122.39 | 15              | 45.35           | 19              | 77.04           |
| 18                                            | Carol Bressanutti       | Italie           |                |                | 119.40 | 20              | 41.59           | 17              | 77.81           |
| 19                                            | Juulia Turkkila         | Finlande         |                |                | 119.21 | 22              | 41.03           | 16              | 78.18           |
| 20                                            | Risa Shoji              | Japon            |                |                | 113.08 | 18              | 43.13           | 22              | 69.95           |
| 21                                            | Alina Fjodorova         | Lettonie         | 11             | 71.52          | 112.99 | 19              | 42.49           | 21              | 70.50           |
| 22                                            | Elizaveta Ukolova       | Tchéquie         | 4              | 82.09          | 110.97 | 24              | 39.61           | 20              | 71.36           |
| 23                                            | Tina Stürzinger         | Suisse           |                |                | 108.29 | 21              | 41.39           | 23              | 66.90           |
| 24                                            | Sabrina Schulz          | Autriche         |                |                | 104.53 | 23              | 39.93           | 24              | 64.60           |
| Patineuses éliminées après le programme court |                         |                  |                |                |        |                 |                 |                 |                 |
| 25                                            | Anine Rabe              | Norvège          | 9              | 75.26          |        | 25              | 39.58           | NC              | NC              |
| 26                                            | Anita Madsen            | Danemark         | 8              | 76.70          |        | 26              | 39.44           | NC              | NC              |
| 27                                            | Lénaëlle Gilleron-Gorry | France           |                |                |        | 27              | 39.38           | NC              | NC              |
| 28                                            | Angelika Dubinski       | Allemagne        | 10             | 74.88          |        | 28              | 38.57           | NC              | NC              |
| 29                                            | Kristina Zakharanka     | Biélorussie      | 14             | 70.12          |        | 29              | 36.23           | NC              | NC              |
| 30                                            | Brooklee Han            | Australie        | 5              | 82.05          |        | 30              | 35.37           | NC              | NC              |
| 31                                            | Anais Claes             | Belgique         |                |                |        | 31              | 28.00           |                 |                 |
| Patineuses éliminées après les qualifications |                         |                  |                |                |        |                 |                 |                 |                 |
| 32                                            | Inga Janulevičiūtė      | Lituanie         | 13             | 71.21          |        | NC              | NC              | NC              | NC              |
| 33                                            | Alexandra Kamieniecki   | Pologne          | 15             | 69.11          |        | NC              | NC              | NC              | NC              |
| 34                                            | Sıla Saygı              | Turquie          | 16             | 66.38          |        | NC              | NC              | NC              | NC              |
| 35                                            | Margot Krisberg         | Israël           | 17             | 66.11          |        | NC              | NC              | NC              | NC              |
| 36                                            | Katie Powell            | Royaume-Uni      | 18             | 65.01          |        | NC              | NC              | NC              | NC              |
| 37                                            | Elena Mangas            | Espagne          | 19             | 63.61          |        | NC              | NC              | NC              | NC              |
| 38                                            | Eline Anthonissen       | Belgique         | 20             | 61.31          |        | NC              | NC              | NC              | NC              |
| 39                                            | Melanie Swang           | Thaïlande        | 21             | 60.86          |        | NC              | NC              | NC              | NC              |
| 40                                            | Oliya Clarkson          | Grenade          | 22             | 60.75          |        | NC              | NC              | NC              | NC              |
| 41                                            | Sandra Ristivojevic     | Serbie           | 23             | 58.43          |        | NC              | NC              | NC              | NC              |
| 42                                            | Kim Bell                | Pays-Bas         | 24             | 56.98          |        | NC              | NC              | NC              | NC              |
| 43                                            | Isabella Schuster       | Grèce            | 25             | 55.30          |        | NC              | NC              | NC              | NC              |
| 44                                            | Alina Milevska          | Ukraine          | 26             | 54.00          |        | NC              | NC              | NC              | NC              |
| 45                                            | Regina Glazman          | Kazakhstan       | 27             | 53.36          |        | NC              | NC              | NC              | NC              |
| 46                                            | Vasilena Yakimova       | Bulgarie         | 28             | 53.23          |        | NC              | NC              | NC              | NC              |
| 47                                            | Michelle Quintero       | Mexique          | 29             | 53.07          |        | NC              | NC              | NC              | NC              |
| 48                                            | Amanda Sunyoto-Yang     | Taipei chinois   | 30             | 50.79          |        | NC              | NC              | NC              | NC              |
| 49                                            | Madelaine Parker        | Nouvelle-Zélande | 31             | 49.37          |        | NC              | NC              | NC              | NC              |
| 50                                            | Raisa Rjenovschi        | Roumanie         | 32             | 49.17          |        | NC              | NC              | NC              | NC              |
| 51                                            | Kai Jing Leong          | Singapour        | 33             | 46.57          |        | NC              | NC              | NC              | NC              |
| 52                                            | Regina Borbély          | Hongrie          | 34             | 45.39          |        | NC              | NC              | NC              | NC              |
| 53                                            | Maral-Erdene Gansukh    | Mongolie         | 35             | 44.20          |        | NC              | NC              | NC              | NC              |
| 54                                            | Ema Lipovscak           | Croatie          | 36             | 40.40          |        | NC              | NC              | NC              | NC              |

### Couples
| Rang                                      | Nom                                      | Nation      | Qualifications | Qualifications | Points | Programme court | Programme court | Programme libre | Programme libre |
| ----------------------------------------- | ---------------------------------------- | ----------- | -------------- | -------------- | ------ | --------------- | --------------- | --------------- | --------------- |
| 1                                         | Sui Wenjing / Han Cong                   | Chine       |                |                | 175.69 | 1               | 59.29           | 1               | 116.40          |
| 2                                         | Yu Xiaoyu / Jin Yang                     | Chine       | 1              | 96.37          | 167.48 | 2               | 54.72           | 2               | 112.76          |
| 3                                         | Vasilisa Davankova / Andrei Deputat      | Russie      |                |                | 153.66 | 5               | 50.50           | 3               | 103.16          |
| 4                                         | Haven Denney / Brandon Frazier           | États-Unis  | 2              | 91.58          | 150.55 | 4               | 50.81           | 4               | 99.74           |
| 5                                         | Margaret Purdy / Michael Marinaro        | Canada      |                |                | 141.76 | 7               | 49.51           | 5               | 92.25           |
| 6                                         | Ekaterina Petaikina / Maxim Kurdyukov    | Russie      |                |                | 141.19 | 3               | 51.18           | 7               | 90.01           |
| 7                                         | Katherine Bobak / Ian Beharry            | Canada      |                |                | 139.89 | 6               | 49.77           | 6               | 90.12           |
| 8                                         | Kylie Duarte / Colin Grafton             | États-Unis  |                |                | 133.93 | 8               | 48.24           | 8               | 85.69           |
| 9                                         | Li Meiyi / Jiang Bo                      | Chine       | 3              | 88.48          | 128.05 | 10              | 46.97           | 11              | 81.08           |
| 10                                        | Britney Simpson / Matthew Blackmer       | États-Unis  |                |                | 127.93 | 11              | 46.83           | 10              | 81.10           |
| 11                                        | Kamila Gainetdinova / Ivan Bich          | Russie      |                |                | 127.84 | 9               | 47.51           | 12              | 80.33           |
| 12                                        | Hayleigh Bell / Alistair Sylvester       | Canada      | 4              | 81.11          | 126.73 | 12              | 42.01           | 9               | 84.72           |
| 13                                        | Magdalena Klatka / Radosław Chruściński  | Pologne     | 5              | 75.75          | 118.48 | 13              | 41.42           | 13              | 77.06           |
| 14                                        | Julia Lavrentieva / Yuri Rudik           | Ukraine     | 10             | 65.23          | 110.03 | 15              | 39.71           | 15              | 70.32           |
| 15                                        | Stina Martini / Severin Kiefer           | Autriche    | 7              | 71.49          | 109.77 | 16              | 38.92           | 14              | 70.85           |
| 16                                        | Camille Mendoza / Christopher Boyadji    | France      | 6              | 73.64          | 109.64 | 14              | 40.67           | 16              | 68.97           |
| Couples éliminés après le programme court |                                          |             |                |                |        |                 |                 |                 |                 |
| 17                                        | Rachel Epstein / Dmitry Epstein          | Pays-Bas    | 9              | 66.63          |        | 17              | 36.84           | NC              | NC              |
| 18                                        | Bianca Manacorda / Niccolo Macii         | Italie      | 8              | 67.49          |        | 18              | 35.37           | NC              | NC              |
| 19                                        | Maria Paliakova / Mikhail Fomichev       | Biélorussie | 11             | 63.35          |        | 19              | 33.43           | NC              | NC              |
| 20                                        | Alessandra Cernuschi / Filippo Ambrosini | Italie      |                |                |        | 20              | 29.91           | NC              | NC              |
| Couples éliminés après les qualifications |                                          |             |                |                |        |                 |                 |                 |                 |
| 21                                        | Alexandra Rodriguez / Aritz Maestu       | Espagne     | 12             | 59.19          |        | NC              | NC              | NC              | NC              |
| 22                                        | Veera Kestila / Callum Bullard           | Australie   | 13             | 56.16          |        | NC              | NC              | NC              | NC              |
| 23                                        | Linda Wenzig / Matti Landgraf            | Allemagne   | 14             | 52.61          |        | NC              | NC              | NC              | NC              |
| 24                                        | Anjelika Ilieva / Pavel Petrov Savinov   | Bulgarie    | 15             | 51.53          |        | NC              | NC              | NC              | NC              |

### Danse sur glace
| Rang                                               | Nom                                            | Nation           | Qualifications | Qualifications | Points | Danse courte | Danse courte | Danse libre | Danse libre |
| -------------------------------------------------- | ---------------------------------------------- | ---------------- | -------------- | -------------- | ------ | ------------ | ------------ | ----------- | ----------- |
| 1                                                  | Victoria Sinitsina / Ruslan Zhiganshin         | Russie           |                |                | 153.81 | 1            | 63.78        | 1           | 90.03       |
| 2                                                  | Aleksandra Stepanova / Ivan Bukin              | Russie           |                |                | 147.74 | 2            | 62.68        | 2           | 85.06       |
| 3                                                  | Alexandra Aldridge / Daniel Eaton              | États-Unis       |                |                | 141.14 | 5            | 57.76        | 3           | 83.38       |
| 4                                                  | Anna Yanovskaia / Sergei Mozgov                | Russie           |                |                | 140.63 | 3            | 58.89        | 4           | 81.74       |
| 5                                                  | Gabriella Papadakis / Guillaume Cizeron        | France           |                |                | 138.70 | 4            | 58.09        | 5           | 80.61       |
| 6                                                  | Nicole Orford / Thomas Williams                | Canada           |                |                | 134.61 | 6            | 55.86        | 6           | 78.75       |
| 7                                                  | Lauri Bonacorsi / Travis Mager                 | États-Unis       |                |                | 128.41 | 8            | 54.53        | 7           | 73.88       |
| 8                                                  | Maria Nosulia / Evgeni Kholoniuk               | Ukraine          |                |                | 123.93 | 7            | 54.91        | 8           | 69.02       |
| 9                                                  | Shari Koch / Christian Nüchtern                | Allemagne        | 1              | 72.36          | 117.26 | 9            | 51.68        | 10          | 65.58       |
| 10                                                 | Sofia Sforza / Francesco Fioretti              | Italie           | 4              | 69.24          | 116.25 | 10           | 51.06        | 12          | 65.19       |
| 11                                                 | Irina Shtork / Taavi Rand                      | Estonie          |                |                | 115.66 | 11           | 50.75        | 13          | 64.91       |
| 12                                                 | Anna Nagornyuk / Viktor Kovalenko              | Ouzbékistan      | 3              | 70.40          | 112.49 | 15           | 45.82        | 9           | 66.67       |
| 13                                                 | Ksenia Pecherkina / Aleksandrs Jakushin        | Lettonie         | 6              | 64.24          | 111.11 | 14           | 45.84        | 11          | 65.27       |
| 14                                                 | Zhang Yiyi / Wu Nan                            | Chine            | 5              | 64.94          | 109.48 | 13           | 46.35        | 15          | 63.13       |
| 15                                                 | Rachel Parsons / Michael Parsons               | États-Unis       |                |                | 109.16 | 16           | 45.37        | 14          | 63.79       |
| 16                                                 | Sara Aghai / Jussiville Partanen               | Finlande         | 8              | 59.81          | 107.84 | 12           | 47.15        | 17          | 60.69       |
| 17                                                 | Olivia Smart / Joseph Buckland                 | Royaume-Uni      | 7              | 61.19          | 106.46 | 17           | 45.00        | 16          | 61.46       |
| 18                                                 | Çağla Demirsal / Berk Akalın                   | Turquie          | 10             | 58.31          | 101.23 | 19           | 43.08        | 19          | 58.15       |
| 19                                                 | Viktoria Kavaliova / Yurii Bieliaiev           | Biélorussie      | 9              | 58.99          | 100.41 | 20           | 42.04        | 18          | 58.37       |
| 20                                                 | Andréanne Poulin / Marc-André Servant          | Canada           |                |                | 96.44  | 18           | 43.81        | 20          | 52.63       |
| Couples de danse éliminés après la danse courte    |                                                |                  |                |                |        |              |              |             |             |
| 21                                                 | Karolina Prochazkova / Michal Ceska            | Tchéquie         | 2              | 70.58          |        | 21           | 41.84        | NC          | NC          |
| 22                                                 | Karina Uzurova / Ilias Ali                     | Kazakhstan       | 11             | 58.04          |        | 22           | 40.09        | NC          | NC          |
| 23                                                 | Elektra Hetman / Benjamin Allain               | France           |                |                |        | 23           | 39.22        | NC          | NC          |
| 24                                                 | Celia Robledo / Luis Fenero                    | Espagne          |                |                |        | 24           | 38.23        | NC          | NC          |
| 25                                                 | Victoria Bausback / Demid Rokachev             | Suisse           |                |                |        | 25           | 35.27        | NC          | NC          |
| Couples de danse éliminés après les qualifications |                                                |                  |                |                |        |              |              |             |             |
| 26                                                 | Johanna Allik / Paul Bellantuono               | Estonie          | 12             | 57.30          |        | NC           | NC           | NC          | NC          |
| 27                                                 | Ekaterina Bugrov / Vasili Rogov                | Israël           | 13             | 56.10          |        | NC           | NC           | NC          | NC          |
| 28                                                 | Natalia Kaliszek / Michał Kaliszek             | Pologne          | 14             | 54.36          |        | NC           | NC           | NC          | NC          |
| 29                                                 | Stephanie Baadsgaard Snider / Stepan Dubrovski | Danemark         | 15             | 54.21          |        | NC           | NC           | NC          | NC          |
| 30                                                 | Szidónia Merkwart / Ádám Lukács                | Hongrie          | 16             | 44.68          |        | NC           | NC           | NC          | NC          |
| 31                                                 | Ayesha Yigit / Shane Speden                    | Nouvelle-Zélande | 17             | 40.53          |        | NC           | NC           | NC          | NC          |
| 32                                                 | Hannah Sparke / Lochran Doherty                | Australie        | 18             | 27.46          |        | NC           | NC           | NC          | NC          |